# 클라렌스 세이도르프
클라렌스 클리더 세이도르프(네덜란드어: Clarence Clyde Seedorf, 네덜란드어 발음: [ˈklɛrəns ˈseːdɔr(ə)f] ( 듣기); 1976년 4월 1일 ~ )는 네덜란드의 축구인이다.
최초로 3개 클럽에서 UEFA 챔피언스리그 우승을 경험한 선수로, 3개의 클럽은 AFC 아약스(1994-95)와 레알 마드리드(1997-98), AC 밀란(2002-03, 2006-07)이었다. 이 외에도 UC 삼프도리아와 FC 인테르나치오날레 밀라노, 네덜란드 축구 국가대표팀의 일원으로 뛰기도 했으며 UEFA 유로 1996, 1998년 FIFA 월드컵, UEFA 유로 2000, UEFA 유로 2004에서 네덜란드 대표로 출전했다. 2004년 3월 펠레가 선정한 현존하는 125명의 최고의 축구 선수 목록인 FIFA 100에 선정되었으며 2007년 8월 UEFA 챔피언스리그 2006-07 최고의 미드필더에 선정되었다.
2002-03 시즌부터 2011-12 시즌까지 10년 동안 세리에 A의 AC 밀란에서 활약했고, 2012년 6월 브라질의 축구 클럽 보타포구와 2년간 1,830만 헤알에 계약했다.
2014년 1월 현역 은퇴를 선언하고, AC 밀란의 감독을 맡게 됐다. 그러나 시즌이 끝난 직후 해임되었다.

## 수상 경력

#### 아약스
- 에레디비시 : 1993-94, 1994-95
- 요한 크라위프 스할 : 1993, 1994
- UEFA 챔피언스리그 : 1994-95

#### 레알 마드리드
- 라리가 : 1996-97
- 수페르코파 데 에스파냐 : 1997
- UEFA 챔피언스리그 : 1997-98
- 인터컨티넨탈컵 : 1998

#### AC밀란
- 세리에 A : 2003-04, 2010-11
- 코파 이탈리아 : 2002-03
- 수페르코파 이탈리아나 : 2004
- UEFA 챔피언스리그 : 2002-03, 2006-07
- UEFA 슈퍼컵: 2003, 2007
- FIFA 클럽 월드컵 : 2007

### 개인
- 네덜란드 올해의 축구 선수 (1993)
- 네덜란드 올해의 축구 선수 (1994)
- UEFA 올해의 팀 (2002)
- FIFA 100 선정 (2004)
- 2006/07 UEFA 챔피언스리그 최고의 미드필더 (AC 밀란 소속)
- FIFA 클럽 월드컵 실버볼 수상 (2007)
- UEFA 올해의 팀 (2007)
- 레알 마드리드 선정“세기의 팀” (2008)
- 토레타 상 선정 “유럽 최고의 스포츠 선수” (2008)

## 서훈
- 2011년 오라녜나사우 훈장 5등급(Orde van Oranje-Nassau, Ridder[주 1]) 수훈

## 주해
1. ↑  오라녜나사우 훈장(Orde van Oranje-Nassau)은 총 6개 등급으로 나뉘며, 'Ridder'는 그 중 5번째 등급이다. Ridder를 번역하면 기사(Knight)라는 이유로 이것이 기사작위라고 알려졌지만, 가장 일반적으로 통용되는 영국의 기사작위는 5개 등급 중 2등급 이상의 훈장에 상당하는 것이다. 무엇보다, 오라녜나사우 훈장 수훈자에게는 '경(Sir)'과 같은 별도의 칭호가 주어지지 않는다. 이름 뒤에 훈장의 약자를 표기할 수 있도록 할 뿐이다. 따라서 이 훈장을 '기사작위' 혹은 '작위'로 칭하는 것은 적절하지 않다.

## 같이 보기
- 파나마 페이퍼스의 명단 목록